# Auda Abu Tayi

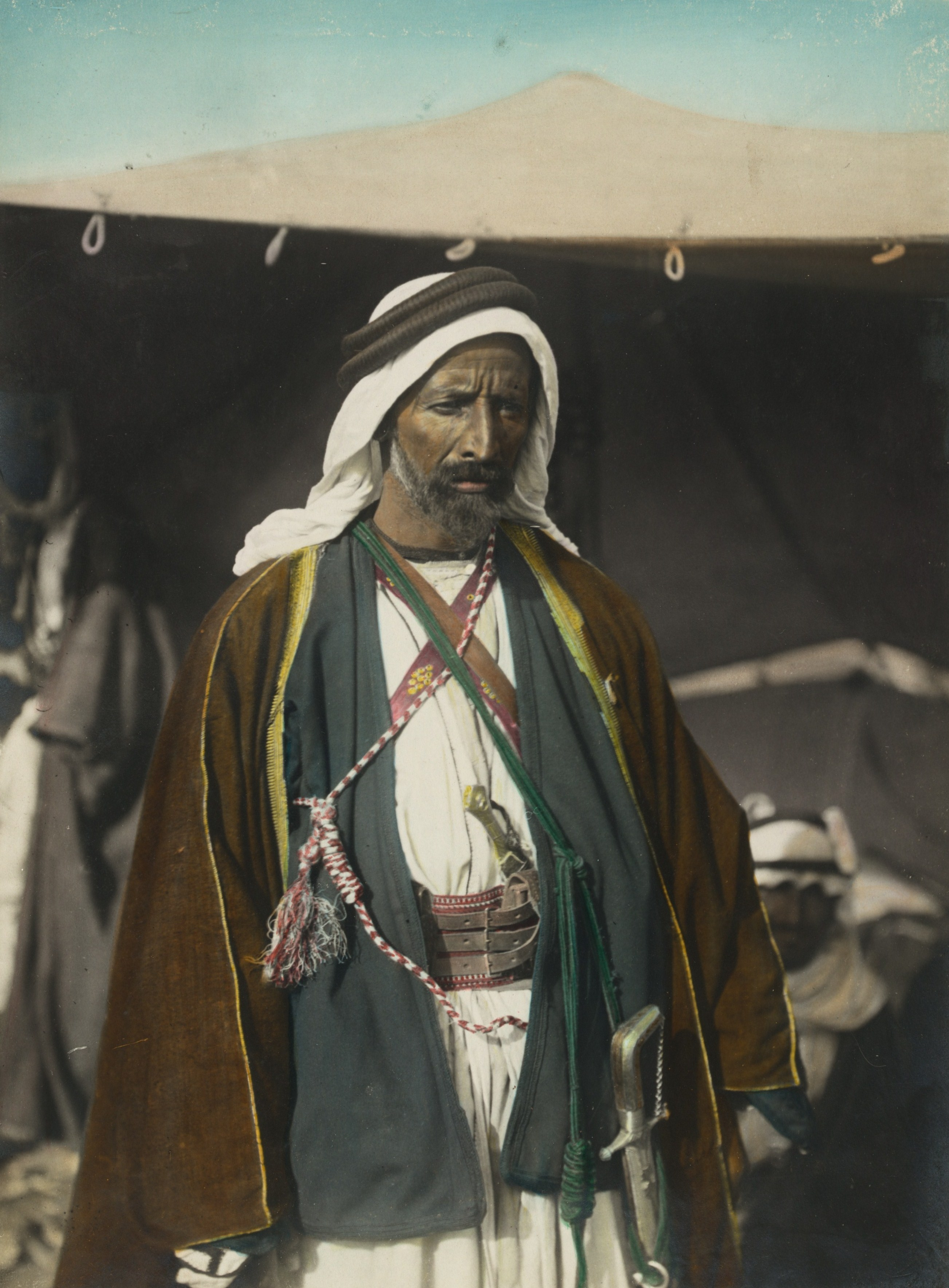
Auda Abu Tayi

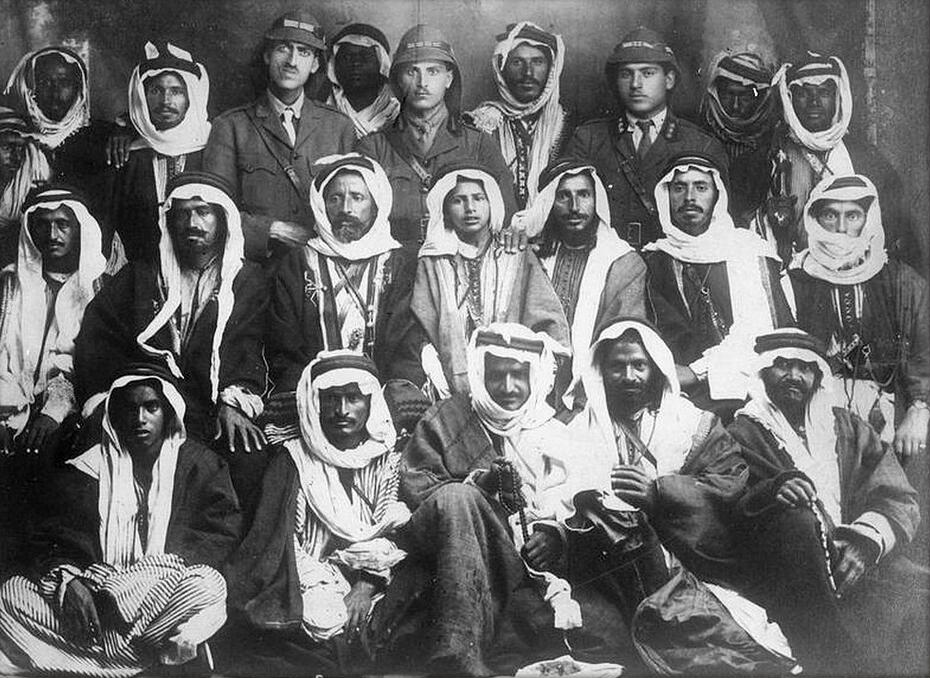
Auda Abu Tayi und eine Gruppe von Offizieren der Arabischen Armee mit den Scheichs und Stammesältesten 1916

Auda Abu Tayi (arabisch عودة أبو تايه, DMG ʿAuda Abū Tāyih, auch Auda ban harb al-abo seed al-mazro al-tamame ibu Tayi; * 17. Mai 1874; † 22. Juli 1924) war Anführer des arabischen Beduinenstammes der Howeitat in der Zeit der  Arabischen Revolte während des Ersten Weltkrieges.
Durch den Britischen Oberst Thomas Edward Lawrence konnten er und sein Stamm überzeugt werden, der Revolte beizutreten. Seine Stammeskrieger waren entscheidend bei den Angriffen auf Aqaba im Juli 1917 und Damaskus im Oktober 1918.
In seiner Autobiografie Die sieben Säulen der Weisheit nennt T. E. Lawrence ihn den „größten Kämpfer in Nordarabien“.
Trotz oder wegen eines fast erfolgreichen Bestechungsversuchs seitens der Osmanen 1918 wurde Auda einer der größten Unterstützer der arabischen Unabhängigkeit. Nach dem Zerfall der arabischen Regierung kehrte er in sein Stammland am Lauf des Wadi Rum zurück und ließ sich einen Palast von osmanischen Kriegsgefangenen bauen (Qa' al Jafr Fort, 30°17'34" N, 36°12'44" E). Vor der Vollendung des Baues starb er 1924.
In David Leans Film Lawrence von Arabien wurde er von Anthony Quinn dargestellt.